# 韓瑞大学校
韓瑞大学校（ハンソだいがっこう、英称: Hanseo University）は、忠清南道瑞山市海美面大谷里に本部を置く大韓民国の私立大学である。1992年に設置された。 

## 歴史
1980年代、韓国中西部の海岸寄りに位置する忠清南道瑞山郡では、大学の誘致が進められていた。これは西海岸地域で開発が進められる中、対応する人材を育成を意図したものであった。ソウルで形成外科を営んで資産を築き、出身地で、瑞山にも近い礼山郡に学校建設の構想を持っていた咸基善がこれに応じ、学校法人咸州学園が設立され、1992年に韓瑞大学校が開校した。
- 1989年10月28日：設立計画承認[1]
- 1990年4月11日：起工式
- 1992年3月9日：第一回入学式

## 組織

### 学部

#### 航空融合学部
- 英語学科
- 中国学科
- 日本学科
- 国際協力学科
- 空港広報学科
- 空港行政学科
- 空港土木学科
- 空港建築学科
- 航空新素材学科
- 航空環境学科
- 航空電気学科
- 航空コンピューター学科
- 航空化工学科
- 航空食品学科
- 航空操縦学科
- 航空セキュリティシステム学科
- 航空整備学科
- ドローン応用学科

#### 航空学部
- 航空ソフトウェア工学科
- 航空機械学科
- 航空運航学科
- ヘリコプター操縦学科
- 航空電子工学科
- 無人航空機学科
- 航空交通物流学科
- 航空レジャー産業学科
- 航空観光学科

#### デザイン・エンターメディア学部
- 映像芸術学科
- 映像映画学科
- 産業デザイン学科
- 衣装デザイン学科
- 映像アニメーション学科
- メディア文芸創作学科
- 文化財保存学科
- 視覚デザイン学科
- 空間デザイン学科
- 実用音楽学科

#### 保健科学部
- 物理治療学科
- 看護学科
- 放射線学科
- 作業治療学科
- 再活科学技術学科
- 児童・青少年福祉学科
- 歯衛生学科
- 皮膚美容学科
- 生命科学科
- 保健福祉学科

融合教養学部
　ホテルカジノ観光学科
スポーツ学部
警護秘書学科
身体活動デザイン学科
海洋スポーツ学科

### 大学院
- 修士課程
  - 英語言語文学科
  - 東アジア学科
  - 老人福祉学科
  - 児童・青少年福祉学科
  - 行政学科
  - 国際通商学科
  - 化学科
  - 生物学科
  - コンピューター情報学科
  - 物理治療学科
  - 作業治療学科
  - 航空運航管理学科
  - 放射線学科
  - 化学工学科
  - 新素材工学科
  - 建築工学科
  - 環境工学科
  - 電子科学捜査学科
  - 食品生物工学科
  - 航空機械学科
  - 土木工学科
  - 文化財保存学科
  - 音楽科
  - 演出科
  - アニメーション科
  - 産業デザイン学科
  - 衣装デザイン学科
- 博士課程
  - 老人福祉学科
  - 児童・青少年福祉学科
  - 行政学科
  - 化学科
  - 物理治療学科
  - 建築工学科
  - 航空運航管理学科
  - 電子科学捜査学科
  - 環境工学科
  - 新素材工学科

#### 専門大学院
- 情報産業大学院
  - 中国学科
  - 老人福祉、マスコミュニケーション、ジャーナリズム学科
  - 行政学科
  - 経営学科
  - コンピューター情報学科
  - 美容技術学科
- 教育大学院
  - 教育学部
    - 外国語（英語、中国語）
    - 教育行政
    - コンピューター科学教育
    - 数学教育
    - 体育
    - 心理学教育カウンセリング
- 芸術大学院
  - 児童美術学科
  - 室内デザイン学科
- 健康科学大学院
  - 健康管理学科
  - 放射線学科
  - カイロプラクティック学科
  - 看護科学科
  - 運動生理処方学科

## 主な教員
- 尹興吉